# Oratorio di Santa Maria della Pace
L'oratorio di Santa Maria della Pace è un luogo di culto cattolico sconsacrato dalle forme barocche, situato in borgo delle Colonne 28 a Parma, nell'omonima provincia. Non dev'essere confuso con la chiesa di Santa Maria della Pace, anch'essa nella città emiliana ma in piazzale Pablo, risalente al XX secolo e tuttora officiata.

## Storia
Nel 1669 la Confraternita della Beata Vergine della Pace, dagli inizi del XVII secolo ospitata nella chiesa di San Benedetto, acquistò un preesistente oratorio dei frati Amadeiti, una casa e alcuni terreni posti a lato di borgo delle Colonne; il 3 aprile dello stesso anno l'arciprete della cattedrale Cornelio Bacialupi presiedette alla cerimonia di posa della prima pietra e 15 giorni dopo la Congregazione degli abbellimenti accordò la demolizione del tratto di porticato della strada antistante il lotto.
I lavori furono conclusi l'anno seguente e il 27 luglio del 1670 il nuovo luogo di culto fu solennemente consacrato.
Nei decenni seguenti l'oratorio, dotato di tre altari, acquisì sempre maggiore importanza e fu arricchito con affreschi, ex voto, sculture, arredi e quadri, tra cui il Gonfalone con i santi Benedetto e Girolamo e l'Adorazione del Santissimo di Pier Antonio Bernabei. Divennero oggetto di particolare devozione, oltre alle reliquie conservate nell'altare maggiore, due dipinti considerati miracolosi, raffiguranti la Madonna della Pace, portata a Parma da Roma dal priore della Compagnia del Santissimo Gian Antonio Buci, e la Madonna del Popolo. La cerimonia più solenne, accompagnata a partire dal 1753 dalle musiche appositamente composte dal Maestro Francesco Poncini, si svolgeva ogni anno in occasione della festa dell'Incoronazione della Vergine. Nel 1801 la pala della Madonna della Pace fu arricchita con un'ancona lignea progettata da Prospero Cristiani e dipinta dal pittore Antonio Bresciani.
Nel XIX secolo la gestione delle proprietà della confraternita passò alla vicina parrocchia di San Benedetto; il luogo di culto fu gradualmente abbandonato ma per anni rimase aperto al culto; nella seconda metà del secolo, da bambino san Guido Maria Conforti era solito frequentarlo e gli rimase molto legato anche in seguito, tanto che nel 1907 fece recuperare il Crocifisso in cartapesta che vi si trovava e lo pose sull'altare maggiore del duomo.
Dopo la soppressione della confraternita agli inizi del XX secolo, nel 1913 l'oratorio fu sconsacrato e trasformato in officina meccanica, con la realizzazione del nuovo pavimento in cemento, del gabbiotto per il portiere e del nuovo ampio ingresso con rampa per i veicoli sul luogo dell'antico portale. Gli arredi sacri, le statue e i dipinti furono dispersi: la pala della Madonna della Pace fu collocata nella chiesa di San Pietro e Santa Maria della Pace di Marzolara; il Crocifisso venerato dal Conforti, dopo alcuni anni di esposizione nel duomo, fu infine spostato nel santuario della casa madre dei Missionari Saveriani; delle altre opere d'arte si persero invece le tracce.
In seguito l'ex luogo di culto fu adibito a garage e, a partire dal 1985 circa, a magazzino di un grossista di abbigliamento; alla fine del secolo fu completamente chiuso e abbandonato. Il terremoto del 20 maggio del 2012 lesionò la facciata dell'edificio.
Nel 2015 l'ex oratorio fu acquistato all'asta dai collezionisti Lucia Bonanni e Mauro Del Rio, che lo sistemarono parzialmente e adibirono a spazio per mostre e incontri, inaugurato il 2 aprile del 2016. Nei mesi successivi l'edificio fu restaurato e infine riaperto il 18 marzo del 2017; tuttora è utilizzato per eventi culturali.

## Descrizione
L'ex oratorio si sviluppa su un impianto a navata unica, con presbiterio absidato e due cappelle laterali.
La simmetrica facciata, preceduta da piccolo sagrato, è suddivisa orizzontalmente in due parti da un elaborato cornicione in aggetto. Nella porzione intonacata inferiore, è collocato nel mezzo il portale d'ingresso, ampliato agli inizi del XX secolo per consentire l'ingresso alle auto; su ogni lato si trova un'alta nicchia ad arco a tutto sesto e, più all'esterno, una doppia lesena coronata da capitello dorico; infine, alle due estremità si aprono gli ingressi al livello terreno, sormontati ognuno da una finestra al primo piano, al confine con gli edifici adiacenti preceduti dal portico del borgo. Nella porzione superiore rivestita in laterizio, è posta nel mezzo un'ampia finestra rettangolare, affiancata da due nicchie ad arco a tutto sesto; ai lati si innalzano, in continuità con quelle inferiori, due doppie lesene con capitelli dorici, a sostegno del frontone triangolare di coronamento con pinnacoli ai bordi; alle estremità due volute raccordano il prospetto con le case adiacenti.
Sul retro emerge dal tetto il piccolo campanile in mattoni, con cella campanaria, trasformata in altana, affacciata sui quattro lati attraverso aperture a tutto sesto.
All'interno la navata intonacata, coperta da volta a botte lunettata, è affiancata da alcune lesene con capitelli dorici, a sostegno del cornicione perimetrale in aggetto; vi si aprono le arcate a tutto sesto delle cappelle laterali e, più avanti, delle antiche cantorie lignee non più esistenti.
Il presbiterio absidato, preceduto dall'ampio arco a tutto sesto, è coperto dal catino decorato con affreschi.
Le due cappelle, in origine occupate dagli altari laterali, mostrano solo alcuni segni delle opere che ospitavano; in quella di sinistra era collocato il dipinto della Madonna del Popolo, posto accanto alla scritta Salus populi mei, ancora esistente; in quella di destra erano invece posizionati un busto rappresentante l'Ecce Homo e il Crocifisso cui era devoto Guido Maria Conforti.
Nella cantoria di sinistra era collocato l'organo, davanti all'affresco ancora esistente che ne raffigura le canne; in quella di destra, sviluppata su due livelli, trovavano invece posto i cantori accanto alla tribuna dei marchesi Lalatta.